# Observatorul Astronomic din Torino

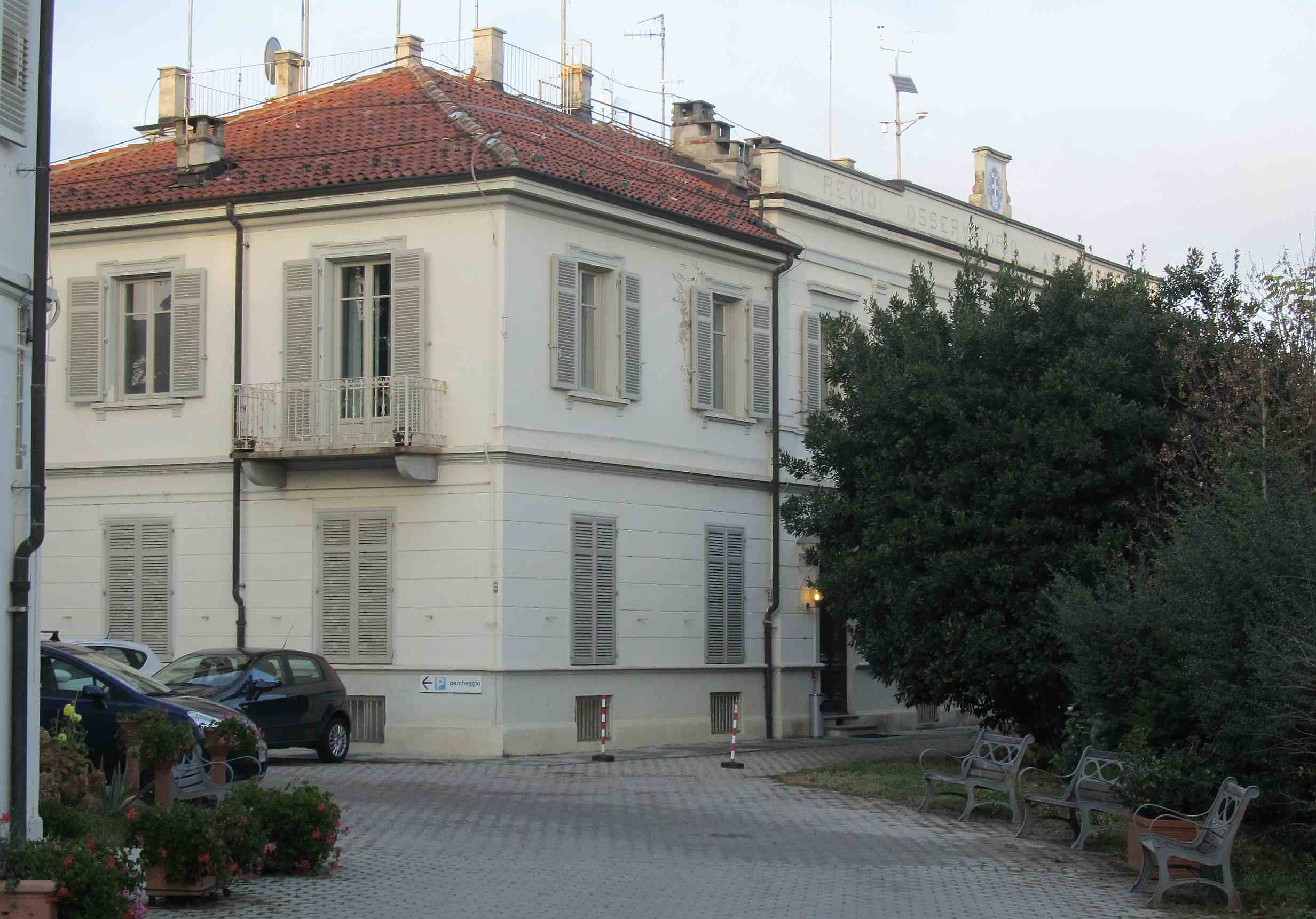
Unul dintre edificiile istorice ale Observatorului din Torino

Observatorul  Astronomic din Torino (în italiană : Osservatorio Astronomico di Torino), cunoscut sub numele de  Pino Torinese, este un observator astronomic situat pe un munte din apropierea orașului Pino Torinese, lângă orașul Torino în Italia.
Obsevatorul Astronomic din Torino este gerat de  Istituto nazionale di astrofisica (Institutul Național de Astrofizică). Observatorul a fost creat în 1759 de călugărul piarist Giovanni Battista Beccaria.
Observatorul are codul: IAU code 022.